# The Real McCoy (Album)
The Real McCoy ist das siebte Album des Jazzpianisten McCoy Tyner und das erste, welches Blue Note Records herausgab. Tyner nahm es am 21. April 1967 auf, nachdem er das John Coltrane Quartet verlassen hatte. Es enthält Aufnahmen von Tyner mit Joe Henderson, Ron Carter und Elvin Jones. Der Produzent Alfred Lion erinnerte sich an die Aufnahmesession als reine Jazzsession. Lion sagte: „Da ist absolut kein Zugeständnis an die Kommerzialisierung und da ist eine tiefe, leidenschaftliche Liebe zu dieser Musik, eingebunden in jedem ausgewählten Stück.“
Der Titel spielt auf eine englische Redewendung an („The Real McCoy“, sprichwörtlich für das „wahre Ding“).

## Rezeption
The Penguin Guide to Jazz wählte das Album als Teil ihrer so genannten Core Collection aus und nannte es „ein Schlüsselalbum in Tyners Diskographie … sehr zu empfehlen“.
Das AllMusic Review von Scott Yanow behauptete, dass „Tyner in eine Phase des Ringens eintrat, obwohl sein Spiel künstlerisch beträchtlich in den späten Sechzigern wuchs … eindeutig zu empfehlen“.

## Albumstücke
Alle Kompositionen von McCoy Tyner.
1. Passion Dance – 8:47
2. Contemplation – 9:12
3. Four by Five – 6:37
4. Search for Peace – 6:32
5. Blues on the Corner – 5:58